# Шереметева, Надежда Николаевна
Наде́жда Никола́евна Шереме́тева (урождённая Тю́тчева; 26 сентября 1775 — 11 (23) мая 1850, Москва) — тётка поэта Ф. И. Тютчева, друг Н. В. Гоголя, называвшего её своей «духовной матерью»

## Биография
Дочь Николая Андреевича Тютчева (1720—1797) и Пелагеи Денисовны Панютиной (1739—1812). Кроме Надежды в семье выросли ещё три сына и три дочери
Вышла замуж за отставного гвардии капитан-поручика Василия Петровича Шереметева (1765—1808). Поселилась с ним в его поместье Покровское-Шереметево. Замужество было счастливым, но недолгим; 19 июля 1808 года на холме у самой усадьбы лошади понесли пролётку, в которой Василий Петрович возвращался домой, и разбили её. В. П. Шереметев скончался прямо на месте крушения. 
Молодая вдова неполных 33 лет осталась с тремя детьми на руках: Алексеем, Пелагеей (1802—1871) (позднее замужем за М. Н. Муравьёвым) и младшей Анастасией (позднее замужем за И. Д. Якушкиным). Василия Петровича похоронили под Троицкой церковью в Саввино-Сторожевском монастыре в Звенигородском уезде, куда впоследствии Надежда Николаевна совершала ежегодные паломничества. Предполагают, что ранняя и трагическая смерть мужа существенно укрепила религиозные настроения Надежды Николаевны.
Вскоре после того как Надежда Николаевна оправилась от горя, делом её жизни стала забота о людях, порой ей совсем неизвестных. «Всю свою жизнь, быть может несколько суетливо, — пишет один из её потомков, но без всякого показного эффекта, она хлопотала о самых различных людях», то помещая ребёнка или пожилую женщину в больницу, то навещая мать, потерявшую сына. Ей доверяли значительные средства на самую разнообразную благотворительную помощь.
С начала 1816 года Шереметева с детьми поселилась в доме брата Ивана, отца будущего поэта Ф. И. Тютчева, в Армянском переулке. Переезд в Москву был связан с поступлением сына Алексея в училище колонновожатых, а затем наступило время выдавать замуж дочерей. 
Сын её брата, будущий поэт Ф. И. Тютчев, вырос в тесном общении с членами семьи Н. Н. Шереметевой. 
Состояла в переписке с В. А. Жуковским. К своим друзьям причисляла и П. Я. Чаадаева. Много сделала для воспитания внуков — детей декабриста И. Д. Якушкина, с которым была в постоянной переписке — до самой смерти писала непременно раз в неделю. По словам современников, была вспыльчива, но всегда готова прийти на помощь ближнему.
В 1840 году Надежда Николаевна помогла устроить в доме Прасковьи Ивановны Раевской сестру Н. В. Гоголя Елизавету, после её выпуска из Патриотического института. Близко познакомился с Н. Н. Шереметевой Гоголь в 1842 году в Москве, где они встречались у Аксаковых. С этого времени начинаются встречи и переписка Гоголя с Шереметевой, продолжавшиеся в течение 8 лет до её смерти. Известно 43 письма Гоголя к Шереметевой и 47 ответных писем Шереметевой. Будучи глубоко верующей, Надежда Николаевна сильно влияла на религиозные настроения Гоголя, который даже называл её своей «духовной матерью». А Шереметева, по словам С. Т. Аксакова, «любила Гоголя, как сына». Надежда Николаевна поддерживала намерение Гоголя поехать в Иерусалим и его возраставшие после 1842 года религиозно-мистические настроения. В связи с этим она удостоилась упоминания в эссе В. Набокова «Николай Гоголь»:

Добрая старая дама Надежда Николаевна Шереметева, одна из самых верных и скучных корреспонденток Гоголя (они постоянно молились о спасении души друг друга), проводила его до московской заставы. Бумаги Гоголя были наверняка в полном порядке, однако ему почему-то не хотелось, чтобы его проверяли, и святое паломничество началось с одной из тех мрачных мистификаций, которые он нередко разыгрывал перед полицией. К сожалению, в неё была втянута и старая дама. У заставы она поцеловала паломника, разразилась слезами и осенила его крестом, отчего он крайне расчувствовался. В эту минуту у него спросили документы, чиновник желал узнать, кто именно отъезжает. «Вот эта старушка!» — закричал Гоголь и укатил в своей коляске, оставив госпожу Шереметеву в большом затруднении.
Однако, насколько известно, этот инцидент в январе 1848 года не омрачил отношений Надежды Николаевны и писателя. Считается, что Шереметева даже оказала некоторое влияние на творчество Гоголя. Его фраза из «Выбранных местах из переписки с друзьями»: «Разлуки нет между живущими в Боге <…>, и брат, отошедший от нас, становится ещё ближе к нам от силы любви» — почти дословное повторение одного из писем Надежды Николаевны. Кончина Шереметевой потрясла Гоголя, и, возможно, приблизила его смерть два года спустя. А. О. Смирнова записала об этом (Воспоминания о Гоголе. Автобиография, 298.): 

Гоголь пришёл ко мне утром и был очень встревожен. «Что с вами, Николай Васильевич?» — «Надежда Николаевна Шереметева умерла. Вы знаете, как мы с ней жили душа в душу. Последние два года на неё нашло искушение: она боялась смерти. Сегодня она приехала, как всегда, на своих дрожках и спросила, дома ли я. Поехала куда-то, опять заехала, не нашла меня и сказала людям: „Скажите Николаю Васильевичу, что я приехала с ним проститься“, — поехала домой и душу отдала Богу, который отвратил перед смертью страданья. Её Смерть оставляет большой пробел в моей жизни.— Цит. по Вересаев В. Гоголь в жизни.
Умерла 11 мая 1850 года от апоплексического удара, похоронена в Саввино-Сторожевском монастыре.

## Семья
- Брат — Дмитрий (1765 — до 1829)
- Брат — Николай (1767—1832)
- Брат — Иван (1768—1846), отец поэта Фёдора Тютчева.
- Сестра — Анастасия (1769—1830) замужем за Алексеем Филипповичем Надаржинским (1747—1789)[14].
- Сестра — Варвара (1771—1828) замужем за Александром Сергеевичем Безобразовым[15].
- Сестра — Евдокия (1774—1837), игуменья Евгения — основательница Борисо-Глебского Аносина женского монастыря.

## Отзывы современников
В. А. Жуковский:

Ваше письмо точно Вы сами: та же простая, чистая доброта в нём дышит, какую я нашёл в Вас самих.
Н. В. Гоголь:

В мои болезненные минуты, когда падает мой дух, я всегда нахожу в них <письмах Н. Н. Ш.> утешение и благодарю всякую минуту руку провидения за встречу мою с Вами.
Е. Ф. Фон Брадке

Одна богатая и знатная дама, госпожа Шереметева, утратила всякое к себе уважение за то, что ездила в дрожках, обрезала себе волосы и одевалась просто.